# Caccobius yunnanicus
Caccobius yunnanicus är en skalbaggsart som beskrevs av Kabakov 1994. Caccobius yunnanicus ingår i släktet Caccobius och familjen bladhorningar. Inga underarter finns listade.